# Pogonopygia khasiana
Pogonopygia khasiana är en fjärilsart som beskrevs av W. Warren 1894. Pogonopygia khasiana ingår i släktet Pogonopygia och familjen mätare. Inga underarter finns listade i Catalogue of Life.